# Земплін (Требишів)
Земплін (словац. Zemplín) — село в окрузі Требишів Кошицького краю Словаччини. Площа села 14,67 км². Станом на 31 грудня 2016 року в селі проживало 375 жителів.

## Історія
В своїй історії Земплінської жупи, опублікованій на початку 20 століття, Еде Рейзінг писав, серед іншого, що сама жупанія отримала свою назву від земляного укріплення (городища) Земплін. Назва Земплін походить від слов'янського слова «земля» і означає, що тут жили осілі слов'яни-землероби. Городище знаходилось на підвищенні над річкою Бодрог і було огороджене валами для захисту від ворогів.
В 1931 році під час обстеження городища в Земпліні Штефаном Яншаком, словацьким археологом, були знайдені фрагменти гончарних виробів, ідентифіковані як слов'янські. Таким чином, йому вдалося підтвердити матеріальними пам'ятками, що укріплене городище Земплін у VIII та IX століттях, як і вся навколишня територія, було заселено слов'янами.
Найдавніша письмова згадка про існування мурованого замку збереглася з 1214 р., коли тут знаходився заступник жупана, а центр жупанії знаходився в Шариському Потоці (Шарошпатаку). У 12 та на початку XIII ст замок Земплін був лише одним із провінційних замків. Він став резиденцією королівського графства в середині XIII ст. коли виникла необхідність розмістити центр повіту посередині його території, тому вибір припав на Земплін. У XIII ст столітті в місті був православний руський монастир і замок Земплін став резиденцією церковної організації — спочатку архідиякона, судячи з документа 1313 року, коли згадується архідиякон Петро Земплінський. За даними 1332 року, в Земпліні існувала церква св. Юрія. В папській буллі 1340 року згадується, що на Землінщині «жило русинів дуже багато і віддавна». З 1426 року поселення отримало міський статус.
Після пожежі XVII століття, яка знищила замок, містечко почало занепадати.
Наприкінці XVIII століття Андрас Валій пише про Земплен, відмічаючи угорську протестантську реформаторську та русинську греко-католицьку церкву Мукачівської єпархії, виноградники і смачне столове вино, ярмарки з продажу свиней і старе городище над Бодрогом. У своєму географічному словнику, опублікованому в 1851 році, Елек Феньєш пише про місто: «Zemplén, угорське ринкове місто, на правому березі Бодрога, 124 католиків, 322 греко-католиків, 300 реформатів., 36 єврейських поселень. Є греко-католицька та реформатська церква. Його родюче поле займає 917 десятин; його виноградник дає багато якісних столових вин, проте це вино вже не Хедьялья (Токай), а його луг дає хороше сіно. Земпленські ярмарки з продажу свиней найвідоміші в окрузі. Його старий замок, від якого він дістав свою назву, був знищений».

## Населення
| Рік:            | 1994. | 2004.   | 2014. | 2024.   |
| --------------- | ----- | ------- | ----- | ------- |
| Кількість осіб: | 405   | 400     | 380   | 367     |
| Різниця:        |       | -1,23 % | -5 %  | -3,42 % |

| Рік:            | 2023. | 2024. |
| --------------- | ----- | ----- |
| Кількість осіб: | 367   | 367   |
| Різниця:        |       | +0 %  |

## Український слід

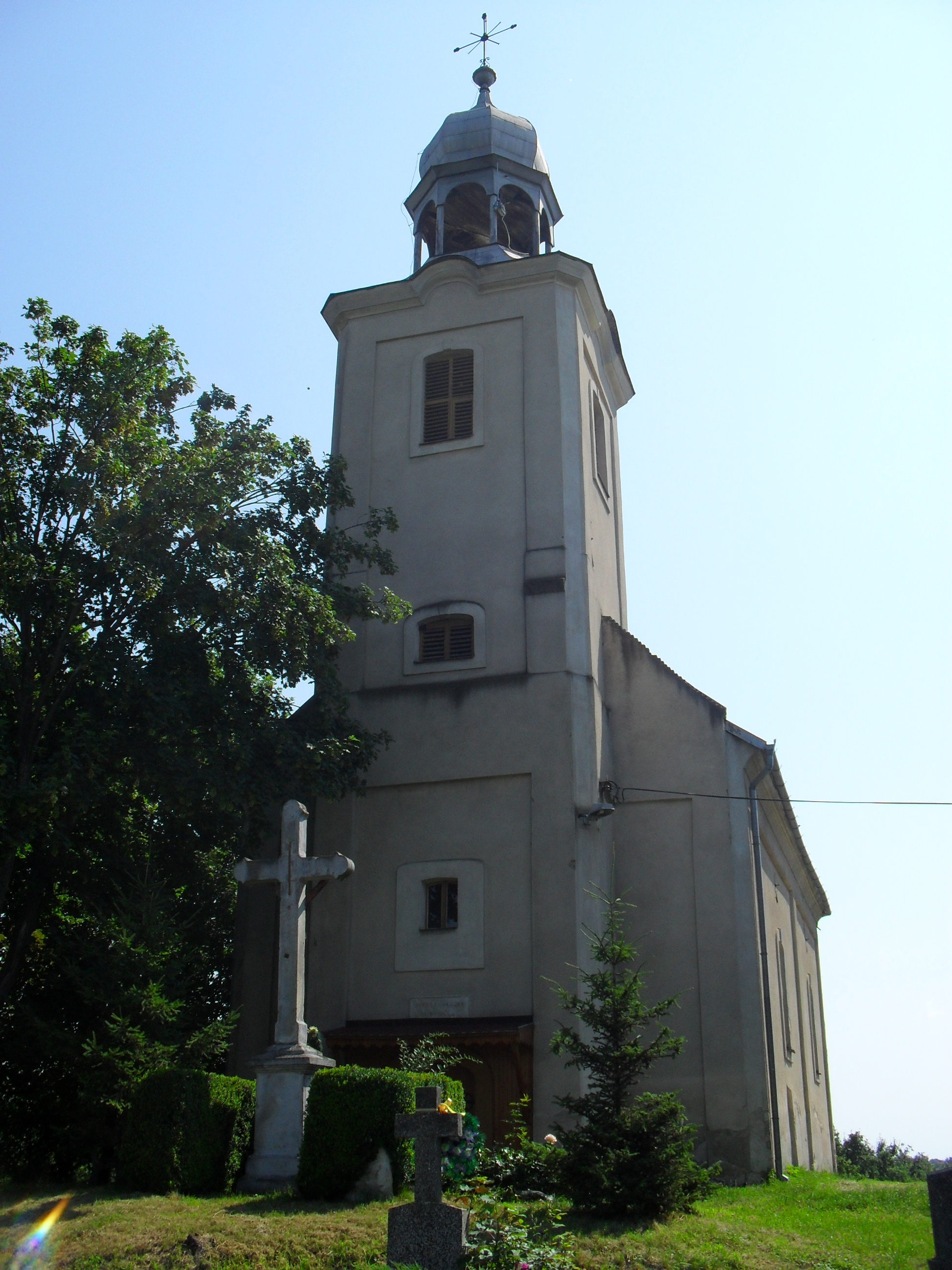
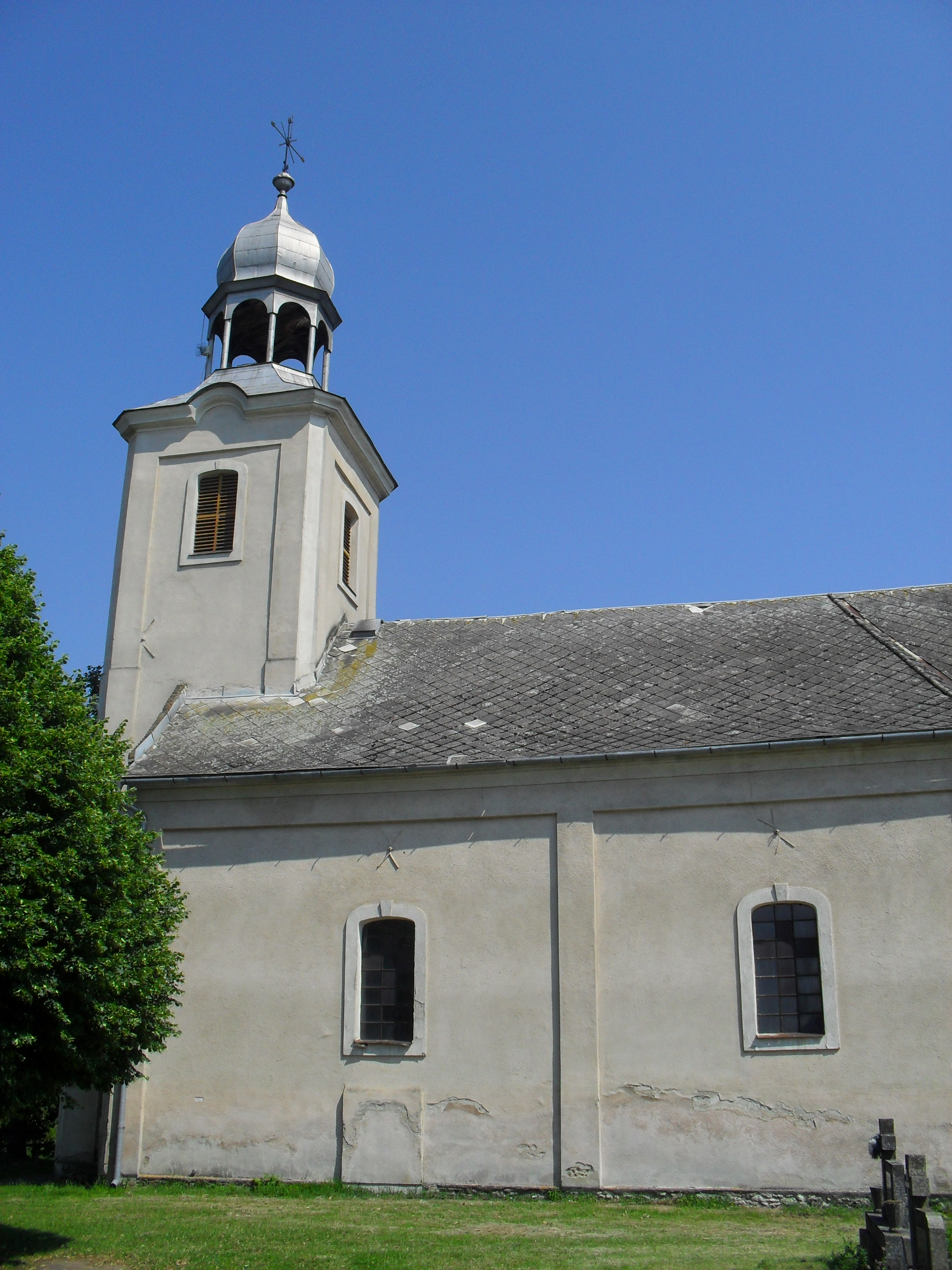

Друга греко-католицька церква почала будуватися русинами в 1804 році. Греко-католицька церква Вознесіння Господнього, однонавна класицистична споруда з напівкруглим кінцем пресбітерію та трохи представленою вежею з 1804 р. Відремонтована у 1936—1937 роках. Інтер'єр представлений прусськими склепіннями. Є іконостас початку 19 століття з чотирма картинами Ш. Hegedüs. Бічним вівтарем Вознесіння Господнього є бароко з початку 18 століття. Амвон є класичним, оригінальним з часу заснування церкви. [5] Фасади церкви розділені лізинами та сегментованими вікнами з камінчиками та арками. Вежа поділена лізинами і закінчена вінцевим карнизом із мішенню та дзвоникоподібним шоломом із характерним відкритим ліхтарем. Навіть сьогодні кількість греко-католиків русинського походження становить 34,6 % від населення Земпліна.

## Пам'ятки
- Городище Земплін.
- Греко-католицька церква.
- Реформаторський костел.